# Pereskia lychnidiflora
Pereskia lychnidiflora är en kaktusväxtart som beskrevs av Dc. Pereskia lychnidiflora ingår i släktet trädkaktusar, och familjen kaktusväxter. Inga underarter finns listade i Catalogue of Life.

## Bildgalleri

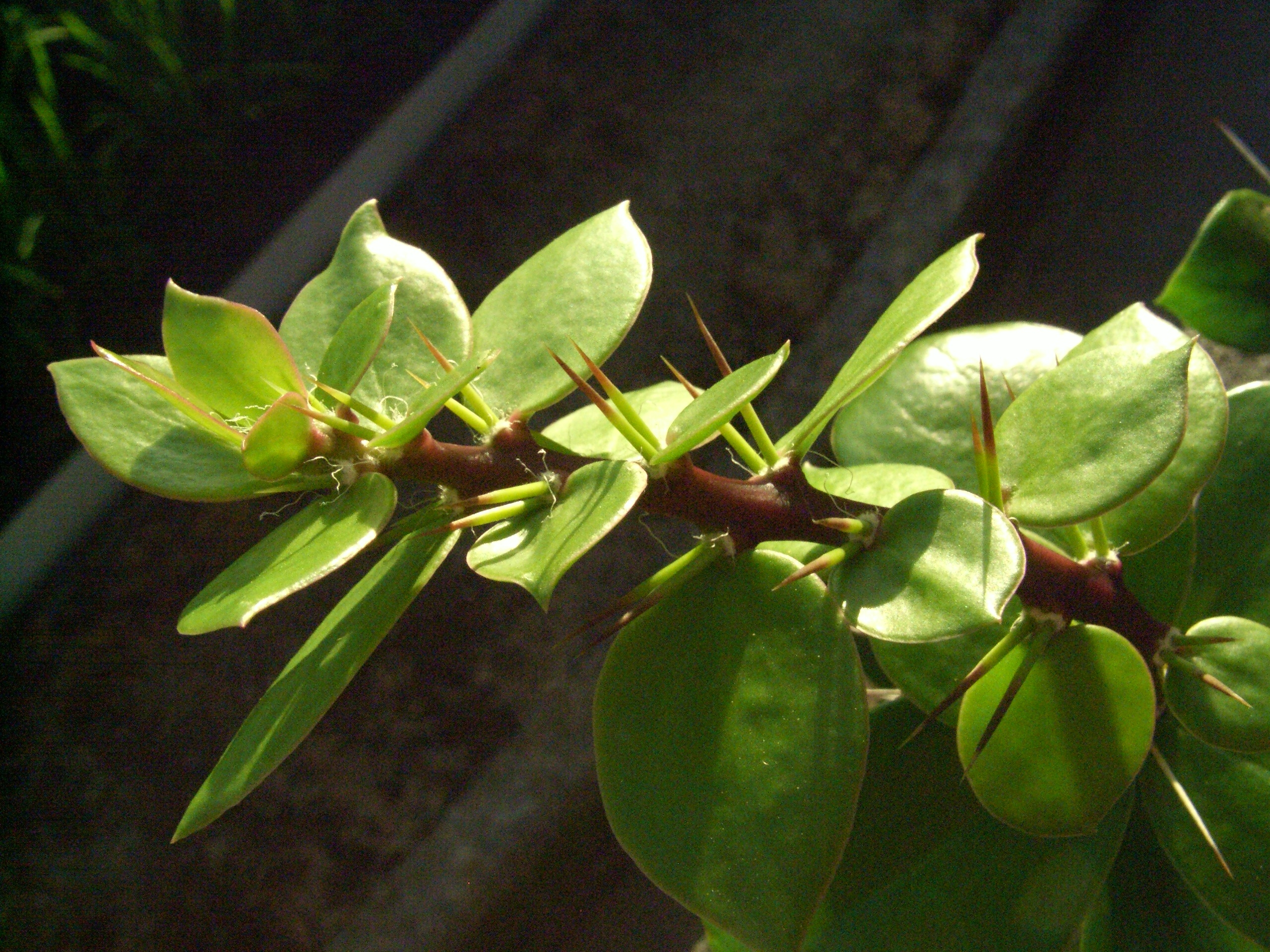
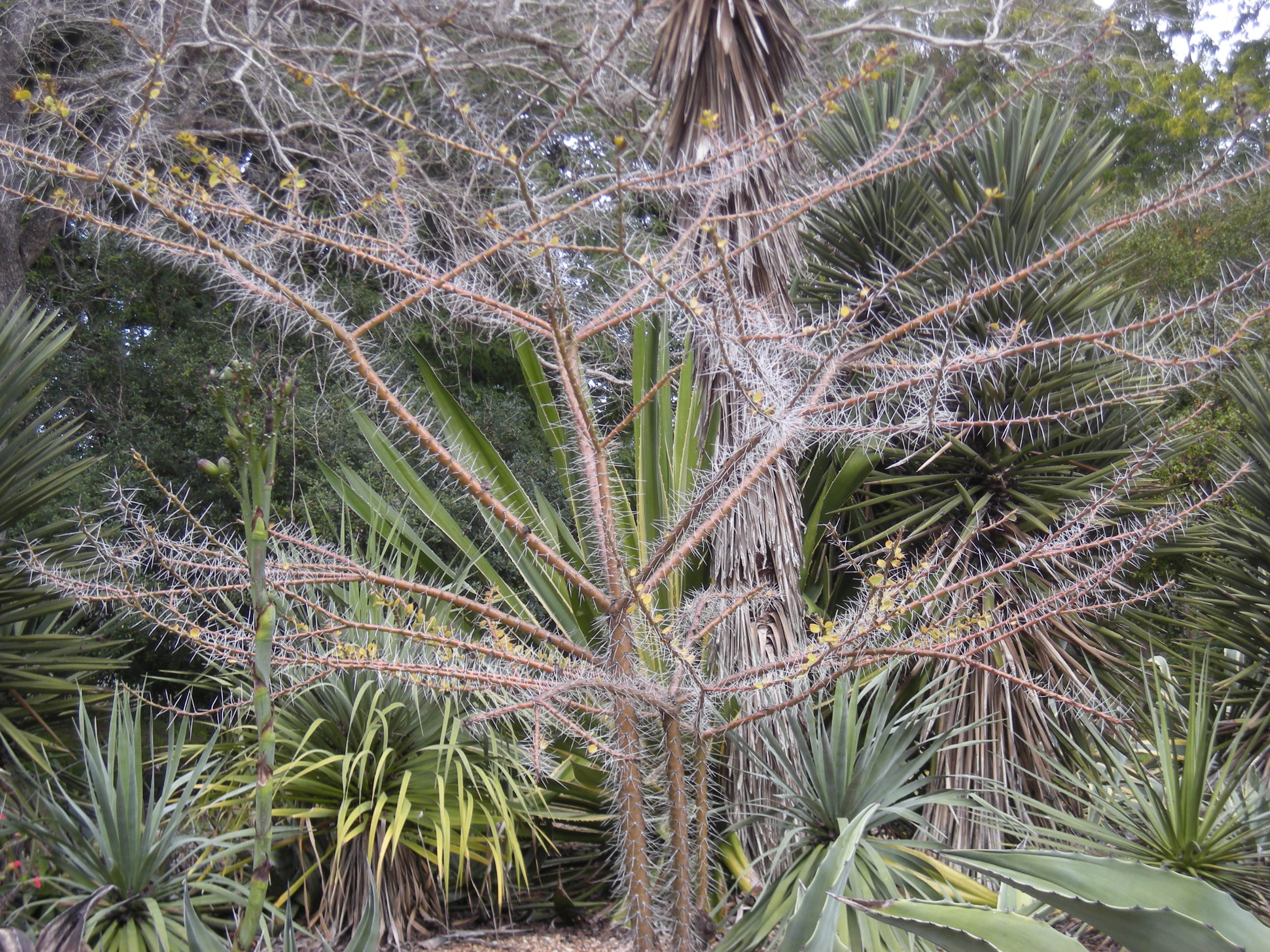
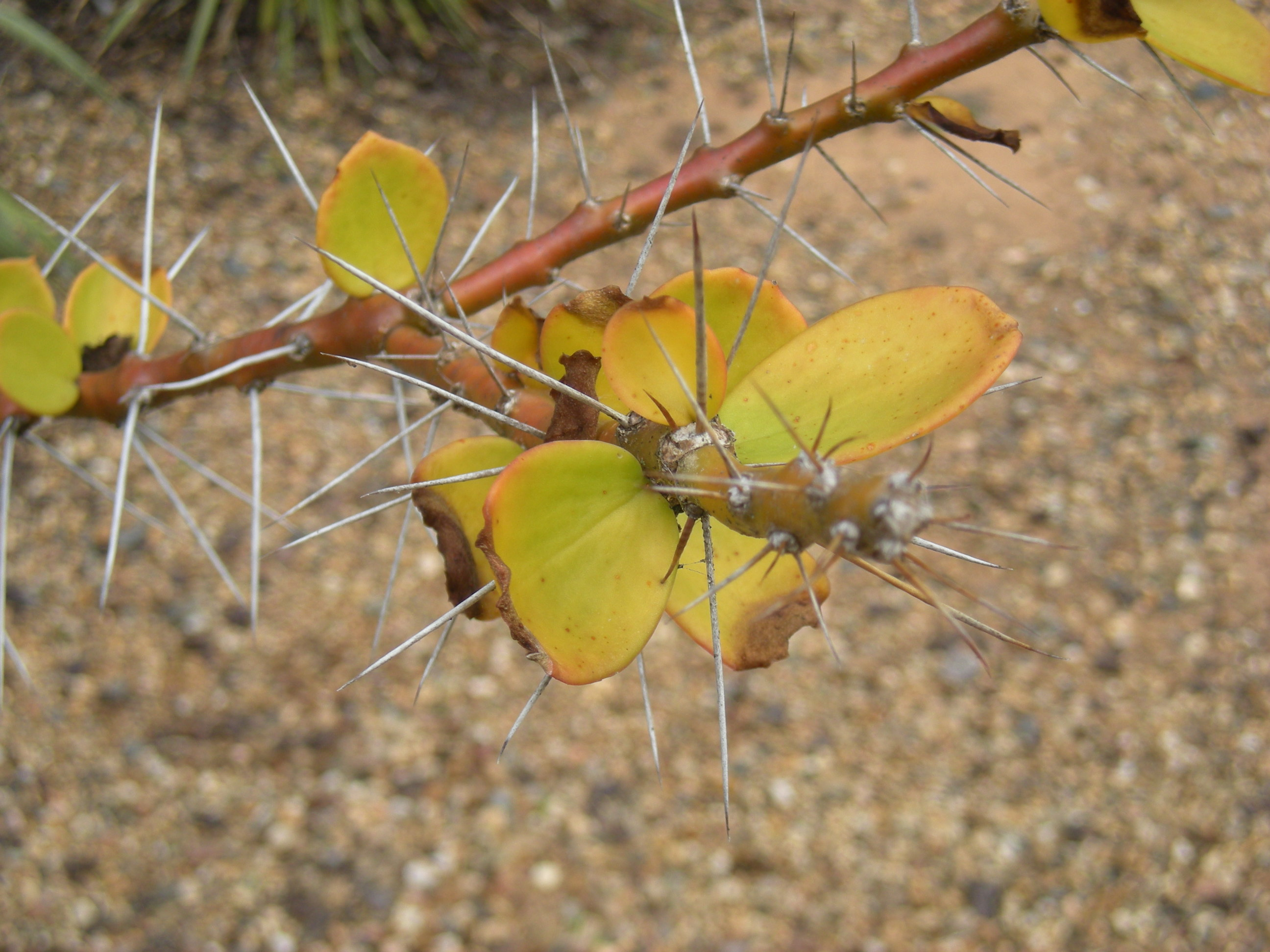
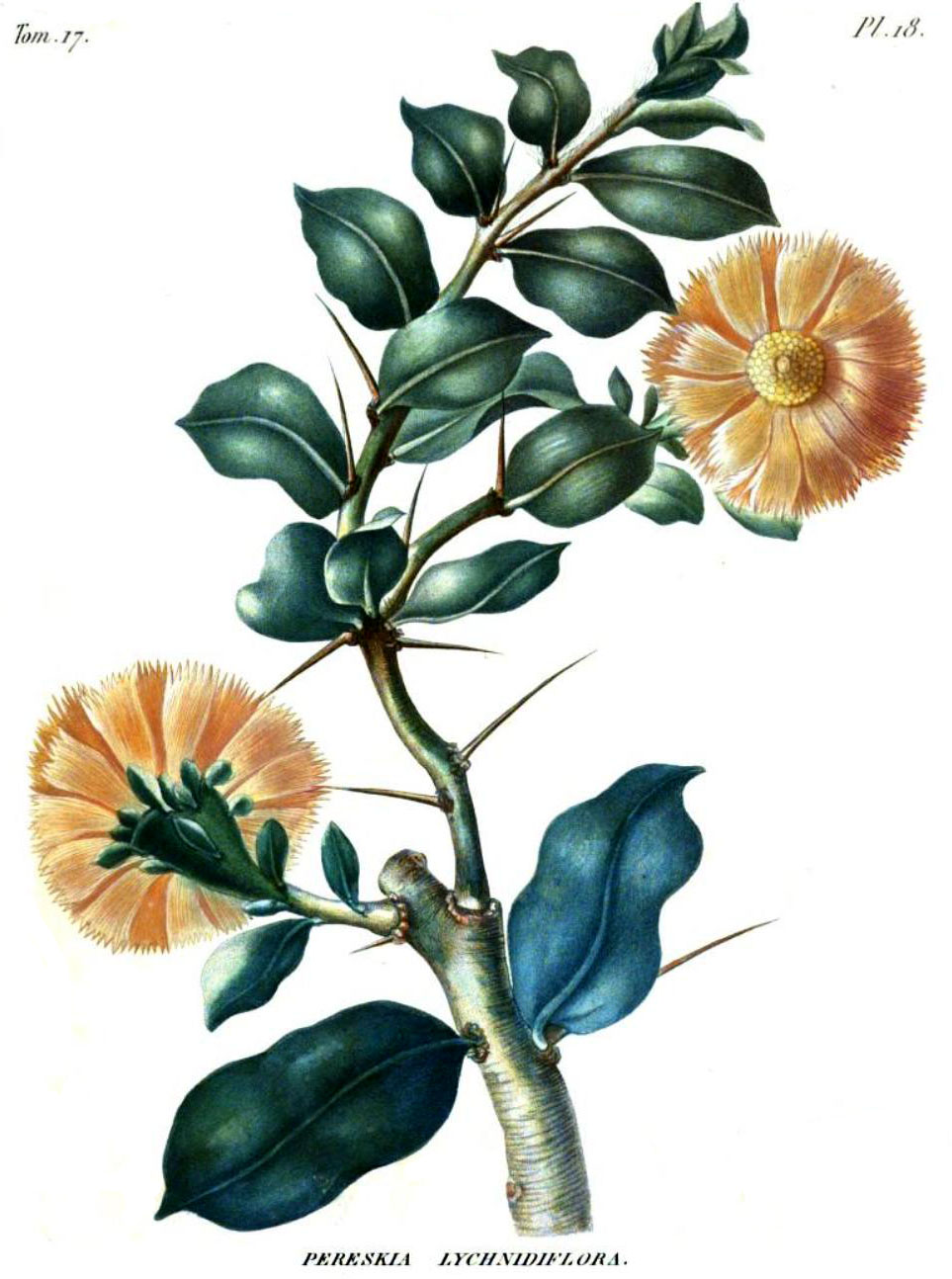
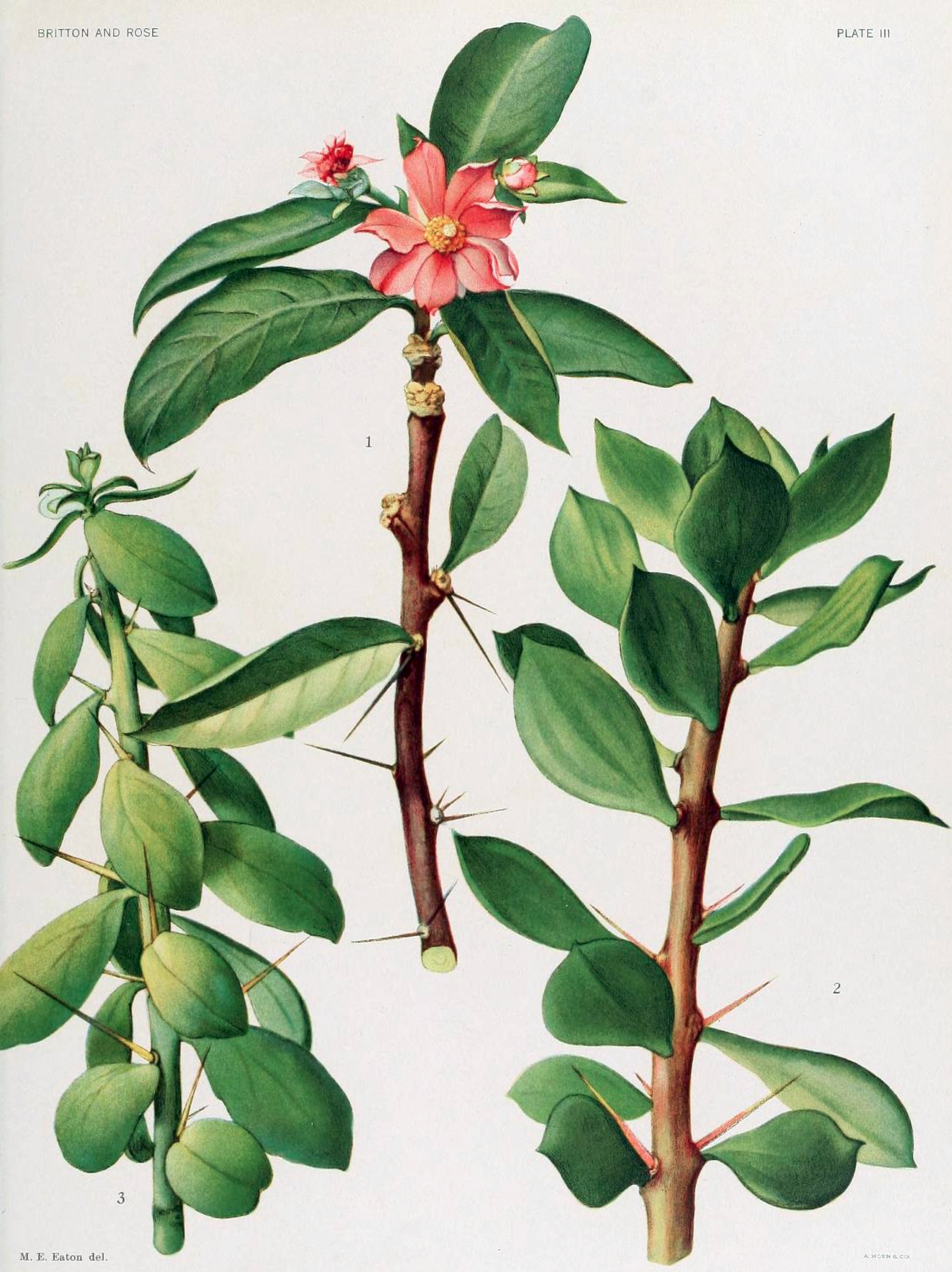
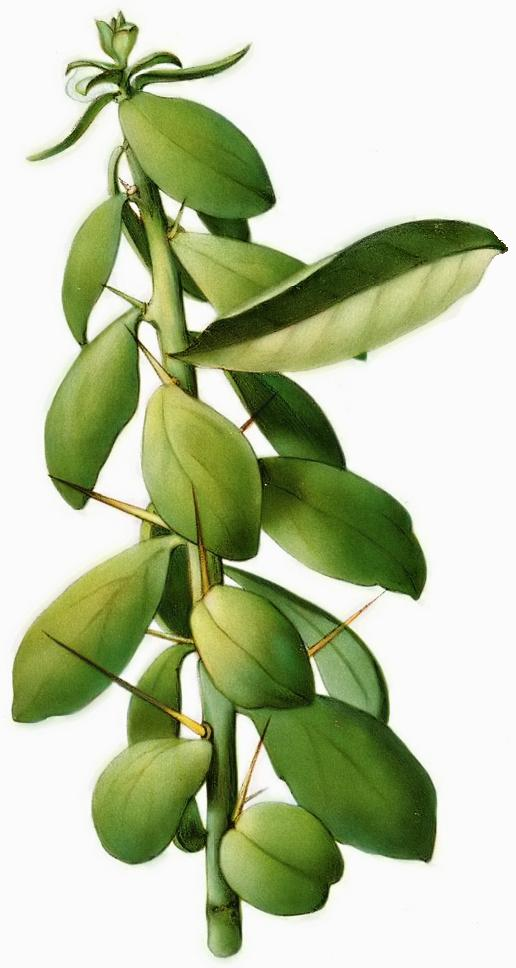